# Lucas Ferro Caaveiro

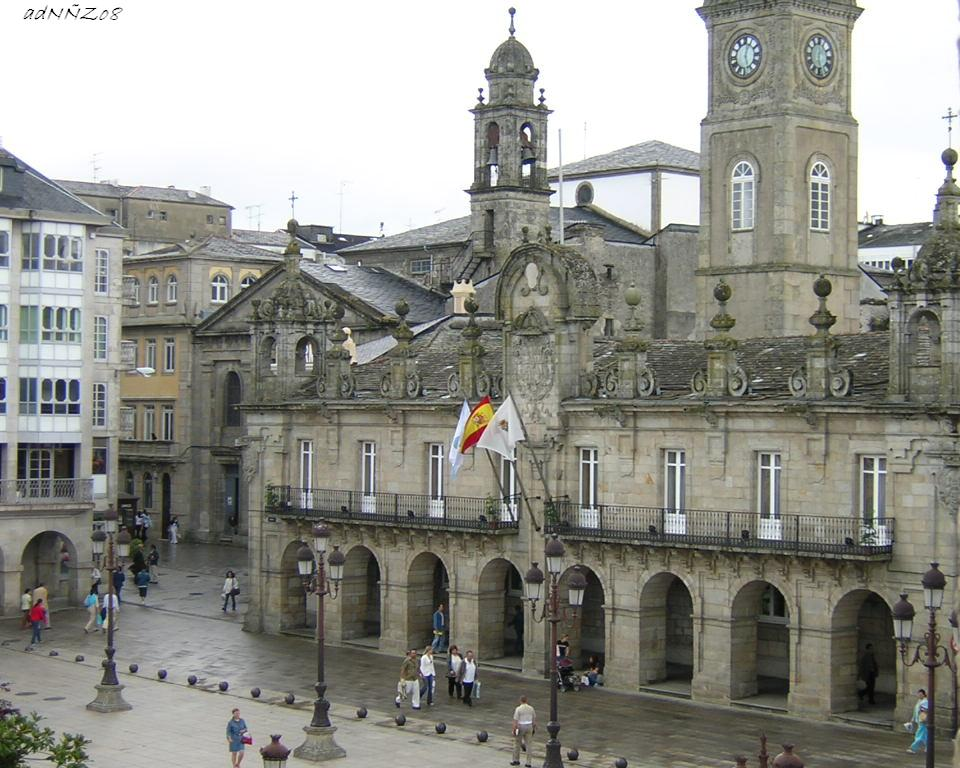
Casa do Concelho de Lugo, 1735-1744, do arquiteto L. Ferro Caaveiro

Lucas Ferro Caaveiro (A Capela,Galiza, 1699 - 1770) foi um destacado arquiteto galego do Barroco.

## Biografia artística

### Trabalho em Lugo
Os primeiros dados sobre a sua vida profissional remontam a 1727, já trabalhando como aparelhador do mestre de arquitetura Fernando de Casas Nóvoa nas obras da capela da Virgem dos Olhos Grandes, que faz parte da catedral de Lugo. Esta atividade sua, entre 27 e 1732, ao que parece, outorgou-lhe prestígio na cidade da muralha, tendo depois vários encargos. Assim em 1730 realizou o paço-casa dos Sangro (que seria alterado ao redor de 1769), e em 1731  trabalhou na capela de São Roque, templo simples, de nave única, no qual voltará a trabalhar em 1734.

### Palácio do Concelho de Lugo
Em 1735 a corporação municipal da cidade outorga-lhe um encarrego de transcendência ao ser eleito para realizar as obras da Casa do Concelho. As obras durarão até 1744. O arquiteto manteve parte das estruturas preexistentes do edifício anterior de Pedro de Artigas, que deveu limitar o seu trabalho. Porém conseguiu erguer um palacete que se converteria num dos edifícios emblemáticos da Galiza, ajudado pelo espaço da Praça central que se abre á frente, embora esta não existisse com a amplitude atual. Ferro formou uma edificação de duas plantas, a inferior, resolvida como arcada e a segunda com vãos retos e dupla varanda. No centro ergueu uma cobertura alçada, coroada com frontão curvo, no qual se dispõe o escudo da Espanha esculpido em relevo. A cada extremo da fachada situou os campanários. entre a cobertura e as sinetas, vários balaustres muito ornamentados, sujeitos por pequenas volutas, coroam a linha do beiril.  Todos estes elementos de remate final rompem a possível monotonia horizontal do edifício, que de por si já estava aligeirada pela arcada baixa. De abaixo para cima, o espaço entre vãos é ocupado por pilastras em relevo do tipo encaixotado, elemento típico do estilo barroco compostelano. O conjunto dota à Casa do Concelho lucense de movimento e jogos de luzes-sombras. No século XIX foi-lhe encostada uma torre de discutido valor estético, rompendo a unicidade da obra.

### Em Santiago

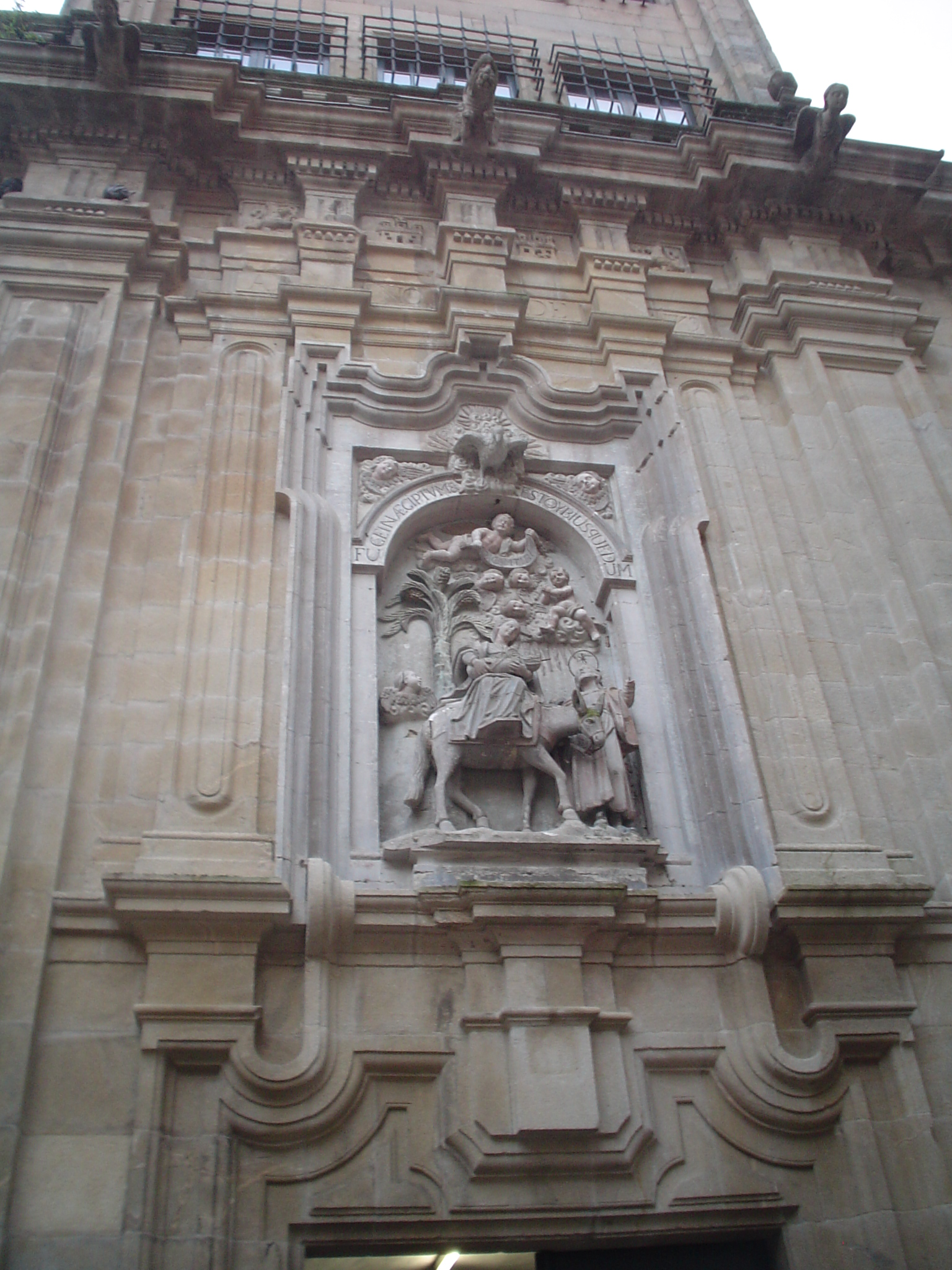
Vista parcial da Porta dos Carros, no convento de Antealtares, na qual trabalha Ferro de 1749

Deslocou-se posteriormente para Santiago de Compostela para trabalhar na fachada do Obradoiro da sua catedral, que dirigia o seu mestre Fernando de Casas Nóvoa, colaborando como ajudante deste, com Clemente Fernández Sarela (1716-1765), que era aparelhador oficial da dita sé. Quando este faleceu, no final de Novembro de 1749, foi Ferro Caaveiro que dirigiu o remate das obras até fevereiro de 1750, ao mesmo tempo que passava a ser mestre arquiteto do cabido da catedral.
Por essa mesma época, as monjas do Convento de San Paio de Antealtares, na mesma Compostela, encarregam-lhe completar a fachada dos Carros, dotada de um miradouro-torreão, obra na qual trabalha até 1753, resolvendo dignamente o problema para um espaço que não permitia boas perspectivas.
Em 1754, e na mesma cidade, traça a casa do nº 40 da Rua Nova, de quatro plantas.

#### Igreja de São Frutuoso
Nesse mesmo ano de 1754, a meados, projeta e realiza a última das suas obras importantes, a então denominada capela das Angústias de Abaixo, atual igreja de São Frutuoso, na traseira do atual Paço de Raxoi, à frente do cárcere municipal de Santiago. A igreja foi consagrada em 1756, mais as obras continuaram posteriormente, e, ainda em 1767, o seu filho Miguel Ferro Caaveiro (1740-1807) dava as traças do retábulo-mor. Trata-se de uma das poucas edificações com planta nova dentro, não somente do barroco galego senão espanhol, pois frente ao predomínio da planta retangular, Ferro introduz uma planta central inscrita em cruz grega coberta por cúpula, com anel decorado. A fachada está elaborada com decoração de placas e pilastras encaixotadas, organizada a jeito de retábulo, com avanço da calhe central e retrocesso das laterais, rua central que se coroa por um frontão retilíneo. Uma sozinha sineta de corpo realçado coroa toda a fachada, mas a cornija apresenta uma balaustrada com placas, terminada pelas figuras das quatro virtudes cardinais. Esta fachada apresenta uma perspectiva inversa, pois ao estar numa situação afundada a respeito da Praça do Obradoiro, os detalhes são maiores e monumentais na parte superior, e simples na inferior. Pela sua movimentação e decorado, interior e exterior, Ferro antecipa o rococó. Na estatuaria exterior trabalhou o escultor compostelano José Gambino (1719-1775).
Em 1756, trabalha na reparação da ponte do Sar e o caminho que conduz para Ourense, praticamente nos extramuros do zona urbana.

### Os anos derradeiros
Em 1758, o cabido da catedral compostelano encarregou-lhe as traças da nova fachada da Acibecharia, que substituía a portada medieval. A 30 de Janeiro de 1759 passou a dirigir as obras, com o aparelhador Clemente Fernández Sarela. Porém as obras ficaram paralisadas em 1762, quando estava já erguido o primeiro andar, parte do segundo e o projeto de remate, pedindo o cabido um novo projeto, que apresentaram Ferro e Sarela. Após diversos informes, o cabido decide buscar um novo arquiteto, prescindindo de ambos os mestres. Em 1765 a direção passou às mãos de Domingo Lois Monteagudo.
Em 1764, Ferro Caaveiro apresentou um projeto para a Casa do Concelho de Santiago, que seria recusado, sendo finalmente a obra realizada pelo engenheiro francês Charles Lemaur. Isto poderia ser uma amostra das dificuldades que começavam a ter os arquitetos barroquistas, pois começava a ser preferido o novo estilo neoclássico, apoiado pela reinante monarquia bourbônica.
A partir desse momento, embora estivesse a trabalhar em 1766 em reformas nos pátios traseiros do Hospital Real, a sua vida passa ao silêncio. É possível que mesmo passasse por dificuldades, pois logo do seu falecimento ocorrido em 1770, a sua viúva solicita ajuda do cabido da catedral.